# 2006年のスーパークロス世界選手権
2006年のスーパークロス世界選手権は、2005年12月3日のトロント大会から2006年5月6日のラスベガス大会まで全17戦で開催された。

## 優勝ライダー
|    | 開催日         | 開催地                           | スタジアム                             | ライダー                 | メーカー/マシン |
| -- | -------------- | -------------------------------- | -------------------------------------- | ------------------------ | --------------- |
| 1  | 2005年12月3日  | カナダ・トロント                 | ロジャース・センター                   | ジェームス・スチュワート | カワサキ/KX450F |
| 2  | 2005年12月10日 | カナダ・バンクーバー             |                                        | ジェームス・スチュワート | カワサキ/KX450F |
| 3  | 1月7日         | カリフォルニア州アナハイム       | エンゼル・スタジアム・オブ・アナハイム | ジェームス・スチュワート | カワサキ/KX450F |
| 4  | 1月14日        | アリゾナ州フェニックス           | チェイス・フィールド                   | リッキー・カーマイケル   | スズキ/RM-Z450  |
| 5  | 1月21日        | カリフォルニア州アナハイム       | エンゼル・スタジアム・オブ・アナハイム | リッキー・カーマイケル   | スズキ/RM-Z450  |
| 6  | 1月26日        | カリフォルニア州サンフランシスコ | AT&Tパーク                             | ジェームス・スチュワート | カワサキ/KX450F |
| 7  | 2月4日         | カリフォルニア州アナハイム       | エンゼル・スタジアム・オブ・アナハイム | リッキー・カーマイケル   | スズキ/RM-Z450  |
| 8  | 2月11日        | カリフォルニア州サンディエゴ     | クアルコム・スタジアム                 | ジェームス・スチュワート | カワサキ/KX450F |
| 9  | 2月18日        | ミズーリ州セントルイス           | エドワード・ジョーンズ・ドーム         | チャド・リード           | ヤマハ/YZ450F   |
| 10 | 2月25日        | ジョージア州アトランタ           | ジョージア・ドーム                     | リッキー・カーマイケル   | スズキ/RM-Z450  |
| 11 | 3月4日         | インディアナ州インディアナポリス | RCAドーム                              | リッキー・カーマイケル   | スズキ/RM-Z450  |
| 12 | 3月18日        | フロリダ州オーランド             | シトラス・ボウル                       | ジェームス・スチュワート | カワサキ/KX450F |
| 13 | 3月25日        | ミシガン州デトロイト             | フォード・フィールド                   | ジェームス・スチュワート | カワサキ/KX450F |
| 14 | 4月1日         | テキサス州ヒューストン           | リライアント・スタジアム               | ジェームス・スチュワート | カワサキ/KX450F |
| 15 | 4月22日        | テキサス州アービング             | テキサス・スタジアム                   | チャド・リード           | ヤマハ/YZ450F   |
| 16 | 4月29日        | ワシントン州シアトル             | クエスト・フィールド                   | ジェームス・スチュワート | カワサキ/KX450F |
| 17 | 5月6日         | ネバダ州ラスベガス               | サムボイド・スタジアム                 | ジェームス・スチュワート | カワサキ/KX450F |